# Липин, Александр Петрович
Алекса́ндр Петро́вич Ли́пин (1903, с. Усть-Кулом Усть-Сысольского уезда Вологодской губернии — 1941, Москва) — председатель облисполкома Коми АССР. Входил в состав особой тройки НКВД СССР.

## Биография
Родился в селе Усть-Кулом Усть-Сысольского уезда Вологодской губернии (ныне в Коми АССР). Член РКП(б) с августа 1920 г.
С 1921 г. на комсомольской работе, в 1923—1924 гг. — ответственный секретарь Коми обкома РКСМ. С июня 1924 по март 1929 г. (с перерывом) — секретарь УстьКуломского уездного комитета РКП(б). В 1929—1932 гг. -
инструктор Северного крайкома ВКП(б), зам. зав. отделом по работе в деревне.
Окончил Архангельскую промакадемию (годы учёбы 1932—1935).
В 1935—1936 годах председатель Исполкома Областного совета Автономной области Коми (Зырян). С января 1937 г. председатель Облисполкома Коми АССР. Этот период отмечен вхождением в состав особой тройки, созданной по приказу НКВД СССР от 30.07.1937 № 00447 и активным участием в сталинских репрессиях.

## Завершающий этап
Арестован 13 ноября 1937 года. Приговорён Военным трибуналом Московского округа войск НКВД 25 января 1941 года к высшей мере наказания. Обвинили по ст.ст. 58-7 УК РСФСР, 58-8, 58-11 УК РСФСР, как «врага народа, неразоружившегося троцкиста и буржуазного националиста, окружившего себя в аппарате исполкома классово-враждебными элементами и проводившего в работе исполкома буржуазно-националистическую практику».
Определением Верховного суда СССР от 14.03.1941 г. высшая мера наказания заменена на 20 лет лишения свободы и 5 лет поражения в правах.
Александр Петрович скончался в 1944 году. Реабилитирован 17 марта 1956 г. Военной коллегией Верховного суда СССР.